# Andrzej Trzciński
Andrzej (Jędrzej) Jan Kanty Trzciński, pseud., krypt. i allonimy: A. T.***; Badacz natury; Leszczyński Józef; Przyjaciel nauk; Przyjaciel prawdy; Przyjaciel prawdy i ludzkości; Sylen, (ur. 1749 w archidiecezji gnieźnieńskiej, zm. 7 czerwca 1823 w Krakowie) – ksiądz katolicki, profesor fizyki, polemista, tłumacz i poeta.

## Życiorys
Urodził się w rodzinie szlacheckiej jako syn Jana. W dzieciństwie utracił ojca. Pozostawał pod opieką bliższych krewnych, którzy powierzyli jego edukację księdzu Piotrowi Rydulskiemu (profesor Akademii Krakowskiej). W wieku 13 lat (21 maja 1762) immatrykulowany w Akademii. W roku 1771 otrzymał magisterium nauk wyzwolonych i doktorat filozofii.
Po ukończeniu studiów na Wydziale Filozoficznym w Akademii Krakowskiej pracował jako nauczyciel Szkoły im. Bartłomieja Nowodworskiego w Krakowie. W tym okresie prowadził także w swojej Alma mater wykłady z matematyki i języka francuskiego (jako extraneus). Przez krótki czas przebywał w Getyndze (studia zagraniczne: 1779-1781) i Strasburgu (studia: 1781). Studiował wówczas medycynę (doktorat uzyskał w roku 1782), mimo tego iż Komisja Edukacji Narodowej wysłała go na studia fizyczne. Wezwany przez Komisję do powrotu do Polski, w Krakowie pojawił 11 grudnia 1782. Kilka dni później otrzymał kierownictwo katedry fizyki eksperymentalnej. Przez następnych 21 lat (w okresie 1783–1804) wykładał regularnie na krakowskim uniwersytecie (do roku 1788 wykładał w języku łacińskim). W 1812 roku przystąpił do Konfederacji Generalnej Królestwa Polskiego.

## Reputacja
Andrzej Trzciński popadł w prywatny konflikt z polskim uczonym Janem Śniadeckim. Oprócz tego Trzciński był dość konserwatywnym dydaktykiem, uczącym fizyki opisowej i skupionej na jakościowych doświadczeniach, zgodnie z ówczesnymi zwyczajami w wielu krajach. Śniadecki odwrotnie – popierał matematyzację i nauczanie na fizyce treści, które wówczas były przekazywane w ramach matematyki, a które weszły do kursów fizyki całe dekady później. Z tych kilku powodów Śniadecki rozpowszechniał negatywne opinie o Trzcińskim. Historyczka Mirosława Chamcówna powtarzała za Śniadeckim negatywne opinie o Trzcińskim (Dzieje Uniwersytetu Jagiellońskiego w latach 1765–1850): „w całej swej działalności dawał dowody nieuctwa, co dobitnie wykazywał mu Śniadecki”. Negatywne opinie o Trzcińskim powtarzali za Chamcówną późniejsi historycy nauki: Tadeusz Piech, Kazimierz Opałek i Bronisław Średniawa.
Andrzej Kajetan Wróblewski zrehabilitował Trzcińskiego, wskazując m.in. na:
- dużą rolę jego przekładów, np. I części podręcznika Erxlebena w 1788. Był pierwszym przekładem zagranicznego podręcznika fizyki na język polski, a dzieło Erxlebena uchodziło wtedy za jedno z najlepszych na świecie[7],
- rozpowszechnianie – jako pierwszy uczony w Polsce – systematyki Linneusza,
- pozytywne opinie o Trzcińskim wśród fizyków XIX w.[8] i u przedstawicieli innych nauk[9]
- błędy Chamcówny, wynikające z nieznajomości historii fizyki w XVIII i XIX w.[10], oraz późniejszych autorów, opierających się wyłącznie na Chamcównie[9]

Z opinią A. K. Wróblewskiego zgodzili się inni historycy nauki polskiej z PAU, jak Adam Strzałkowski, Andrzej Staruszkiewicz, Andrzej Pelczar, Michał Kokowski, Alicja Zemanek, Teresa Bałuk-Ulewiczowa, Antoni Kleczkowski, Julian Dybiec, Karolina Targosz.

## Twórczość
W roku 1792 wydał broszurę pod tytułem Uwagi nad miejscem szczególnym na cmentarzu powszechnym, w której proponował utworzenie w Krakowie cmentarza między dzisiejszym Rondem Mogilskim i Kotlarskim.

### Ważniejsze utwory i mowy
1. Theses philosophicae Aristotelico-Thomisticae ex prima parte cursus philosophici nempe logico desumptae, Kraków 1771
2. Mowa przed licznym gości zgromadzeniem powiedziana, gdy... ks. Kołłątaj... od Prześwietnej Komisji nad Edukacją Narodową delegowany do Akademii Krakow. wizytator do Szkół Władysławskich po uroczystym Ducha Ś. wezwaniu nowy instrukcji publicznej układ od tejże Komisji na wojewódzkie w całym narodzie szkoły przepisany wprowadził, dnia 26 czerwca roku 1777, Kraków (1777)
3. Theses chemico-physicae quas pro licentia gradum doctoris rite obtinendi in alma Argentoratensium Universitate solemni disputationi exponit..., (Kraków 1782); dedykowane J. Rybińskiemu
4. Dysertacja o trzęsieniu ziemi na rocznicę założenia Akademii Krakowskiej od Kazimierza Wielkiego w roku 1786, przez... na Sali Jagiellońskiej czytane, Kraków 1787
5. Opisanie przyczyn fizycznych trzęsienia ziemi, przez... na Sali Jagiellońskiej czytane, Kraków 1787
6. Dysertacja o używaniu lekarskim elektryczności na posiedzeniu publicznym, które Szkoła Główna Koronna corocznie składać zwykła na imieniny Najjaśniejszego Augusta, przez... w Sali Jagiellońskiej, dnia 14 maja R. P. 1787 czytana, Kraków 1787, (poz. ta połączona w druku z następną przez kustosza; z oboma polemizuje przypisywany F. K. Dmochowskiemu i F. Siarczyńskiemu: Zakus nad zaciekami Wszechnicy Krakowskiej, Warszawa 1789)
7. Dysertacja o wzroście nauk wyzwolonych i mechanicznych przez ducha obserwacji w Europie, o pożytkach i wygodzie ich w społeczności, i o stosowaniu onychże do potrzeb kraju ojczystego, wiekopomnej pamiątce najpożądańszej obecności Najjaśniejszego Stanisława Augusta, przez... na publicznym posiedzeniu Szkoły Głównej Koronnej w Sali Jagiellońskiej poświęcona[11], Kraków 1787, (zobacz notkę do poz. 6)
8. Przydatek opisujący sposoby prostsze naśladowania wód mineralnych, z innymi wiadomościami stąd wynikającymi i do pojętności wszystkich przystosowanymi, wyd. zobacz Przekłady poz. 3
9. Rozbiór Zakusu nad zaciekami Wszechnicy Krakowskiej, przez Przyjaciela prawdy, Warszawa (1789), fragmenty przedr. Z. Florczak, L. Pszczołowska w: Ludzie Oświecenia o języku i stylu t. 1, Warszawa 1958, (autorstwo niepewne, porównaj notkę do poz. 6)
10. Rozbiór Uwag Szkoły Matematycznej nad propozycjami fizycznymi, gdzie się mieści usprawiedliwienie obwinionego od tej szkoły, żądanie jego, i rozsądek nad nowym pismem, którego tytuł: Urywek z bicza kręconego w Krakowie. Przez Przyjaciela prawdy, Warszawa 1789, fragmenty przedr. Z. Florczak, L. Pszczołowska jak wyżej poz. 9, (polemika z satyrą F. K. Dmochowskiego: Urywek bicza kręconego..., Warszawa 1789 oraz z memoriałem F. Radwańskiego i Jana Śniadeckiego: Uwagi Szkoły Matematycznej...)
11. Sylena dydaski o przywarach rządu krajowego i poprawie, czyli nauki tegoż z okoliczności praw stanowić się mających, Warszawa 1790, fragmenty przedr. Z. Florczak, L. Pszczołowska jak wyżej poz. 9; autorstwo niepewne, przypisał je Estreicher XXX (1936) 353
12. Rozbiór Uwag Kollegium Fizycznego Szkoły Głównej Koronnej nad patologią i terapią, przez Przyjaciela prawdy, brak miejsca wydania 1791, fragmenty przedr. Z. Florczak, L. Pszczołowska (t. 2) jak wyżej poz. 9
13. Dysertacja o wzroście świateł przez ducha obserwacji i doświadczenia na rocznicę otwarcia Akademii Krakowskiej od Kazimierza Wielkiego... ogłoszonego przez odrodzony i wolny naród następstwa do Korony Polskiej Najjaśniejszego Fryderyka Augusta... poświęcona. Kraków 1791
14. Propositiones mathematico-physicae publicae disquisitioni expositae pro solitis alumnorum philosophiae naturalis exercitationibus, Kraków 1791, (tekst polski i łaciński)
15. Poema do płci pięknej z powodu jej passu pod hasłem patriotycznym: król z narodem i naród z królem, brak miejsca wydania 1791; wyd. 2 brak miejsca wydania (1794); wyd. pod nazwiskiem Józefa Leszczyńskiego
16. Pasterz dobry wedle Ducha Boskiego, Ś. Stanisław Męczennik, biskup niegdy krakowski, na uroczysty obchod w Kościele Katedralnym Krakowskim tego Celnego Króla i Królestwa patrona z rozrządzenia Stolicy Apostolskiej w rocznicę uchwalonej rządu ustawy przez Najjaśniejsze Rzeczy Pltej Stany pod styrem Ojca Ojczyzny Stanisława Augusta, przyjaciela ludu, w dzień 3 Maja roku 1791, na wzór duchowieństwu, przez... wystawiony, roku od narodzenia Chrystusa 1792, Kraków 1792
17. Uwaga nad miejscem szczególnym na cmentarz powszechny, brak miejsca wydania (około roku 1792), wyd. następne Kraków brak roku wydania
18. Rys na porównanie kiny z angusturą, przez Badacza natury, Kraków 1794
19. Pismo z powodu oryginalnego listu, który się w aktach konfraterni krakowskiej znajduje..., Kraków 1810, (odpowiedź na list Ignacego Miczyńskiego)
20. Uwagi nad Rozprawą o krytyce, Kraków 1811, (polemika z rozprawą S. K. Potockiego pod takim właśnie tytułem, Warszawa 1811)
21. Myśli ekonomiczne, (Kraków) 1812
22. Rzut oka na Anglię, (Kraków 1812)
23. Duch księgi natury, przez Przyjaciela nauk odcieniony, a Jaśnie Wielmożnemu Gubernatorowi Krakowskiemu na wiekopomność naczelnictwa jego w stołecznym niegdyś Królestwa, a dziś wolnego handlu mieście, z najpowinniejszym upoważnieniem poświęcony[12], Kraków 1813, (polemika)
24. Pieczęć na usta lekkowiernych duchów wygotowana, a przezacnej archikonfraterni krak. na wskrzeszenie pierwiastkowego jej ducha ku dobru bliźnich i na rozkrzew religii boskiej, przez Przyjaciela prawdy i ludzkości, z wylewem serca ofiarowana, Kraków 1814, (przeciw F. Słotwińskiemu)
25. Dekada wierszów rzetelnych na honor godnej siostry bractwa miłosierdzia, dnia 9-tego lipca roku zbawienia 1815, przez... napisana, brak miejsca wydania (1815)
26. Requê rare et unique à Majesté le Roi de Prusse, Grand Duc de Posnanie, brak miejsca wydania (1816)
27. Solennis protestatio, (Kraków 1816); pismo napisane z powodu nominacji na dziekana Katedry Krakowskiej jednego z kanoników; tępione z rozkazu senatu krakowskiego
28. Demande en complainte à la très haute Commission organisatrice, brak miejsca wydania 1817
29. Kopia listu do przyjaciela prawdy i ludzkości, (Kraków 1817); spór o ortografię
30. Rozwinienie pisowni, słowośledni i słowozgodni jenzyka(!) polskiego, Warszawa 1818
31. Kopia porady o prostym kanale na zachodniej stronie głównego miasta w wolnym okręgu krakowskim. (Do Prześwietn. Zgromadzenia woln. niepodl. okręgu krak. 1819), brak miejsca wydania (1819); także pt.: Do Prześwietnego Zgromadzenia JJ. WW. Reprezentantów wolnego i niepodległego okręgu krakowskiego, Kraków 1819.

Ponadto ogłaszał swe wiersze w publikacjach: J. Przybylski: Łza cicha Polimnii..., Kraków 1794; J. Przybylski: Wiersz z powinszowaniem imienin Jędrzejowi Trzcińskiemu..., Kraków 1795; natomiast prospekty wykładów ogłaszał w: „Prospectus Lectionum Academicorum” (od roku 1783; fragmenty przedr. M. Chamcówna w: Uniwersytet Jagielloński... 1777-1786, Wrocław 1957 „PAN Monografie z Dziejów Nauki i Techniki” nr 2, s. 319-331).

### Przekłady
1. B. Fontenelle: Historia o wyroczniach pogańskich, z francuskiego na polski język przełożona, przez... w A. K. M. P., Warszawa 1777, (Fontenelle przerobił łacińskie dzieło A. Van-Dallego)
2. Spowiedź, czyli jawne wyznanie pana de Voltaire, z francuskiego na ojczysty język przełożone, anegdotami, zdaniami, listami wybornymi, do historii jego życia ściągającymi się, mową przeciwko niezbożnym tego wieku filozofom i różnymi przypiskami powiększone, przez A. T.***, Lwów 1788, wyd. 2 Kraków 1780
3. J. Priestley: Nauka o napuszczaniu wody powietrzem kwaskowym, w trzech częściach zamknięta. Z dzieł oryginalnych sławnego... wyjęta. Przydatkiem zaś opisującym sposoby prostsze naśladowania wód mineralnych... powiększona, Kraków 1787; oprócz „Przydatku” tłumacza (zobacz Ważniejsze utwory i mowy poz. 8) druk ten zawiera także (od s. 90): Dostrzeżenia fizyczne nad powietrzem stałym przez Feliksa Fontana, z włoskiego przełożone
4. J. Ch. P. Erxleben: Fizyka... przez G. Lichtenberga... nowymi wynalazkami i najświeższymi odkryciami pomnożona, dla pożytku powszechnego wydana, Kraków 1788, (do dzieła tego dodano: Treść dysertacji mianych na posiedzeniach Szkoły Głównej Koronnej i doniesienia o niej oświeconej powszechności, przez kandydatów stanu nauczycielskiego).

W rękopisie Biblioteki Jagiellońskiej (sygn. 2966) znajduje się: Pochwała Buonapartego Napoleona... r. 1799 z franc. przez X.... W II połowie XX wieku podejrzewany był ponadto (obok F. Siarczyńskiego i J. Wybickiego) o przekład z niemieckiego głośnej broszury: Uwaga na koszta pogrzebowe w Wiedniu. Natomiast przyznawany Trzcińskiemu z pewnym wahaniem przez Estreichera (za J. S. Bandtkiem) przekład z ks. Goussaulta: Portret damy poczciwej..., Kraków 1779 – wyszedł spod pióra A. M. Prokopowicza.

### Prace edytorskie
1. Kalendarz polski i ruski na rok Pański 1775... Przez... z należytą pilnością wyrachowany, Kraków (1774); także: ... na rok Pański 1776..., Kraków (1775).

### Listy i materiały
1. Do H. Kołłątaja, rękopis: Archiwum Główne Akt Dawnych (Metryka Litewska dz. IX, t. 71); fragm. z listu dat. 2 października 1781 cyt. M. Chamcówna: Uniwersytet Jagielloński... 1777-1786, Wrocław 1957 „PAN Monografie z Dziejów Nauki i Techniki” nr 2, s. 61, 131
2. Do I. Potockiego z 28 lutego 1790, rękopis jak wyżej (Archiwum Wilanowskie sygn. 279 b/5)
3. Projekt podany do Komisji Nadwornej 9 września 1799, rękopis: Archiwum Uniwersytetu Jagiellońskiego, seria I 12, s. 64-74
4. Album podpisów własnoręcznych z lat 1780-1818, rękopis: Biblioteka Jagiellońska sygn. 3378.

Znaczna liczba materiałów dot. uniwersyteckiej działalności Trzcińskiego zachowała się w Archiwum Uniwersytetu Jagiellońskiego.

## Wybrane opracowania nt. twórczości Trzcińskiego
1. Album studiosorum Universitatis Cracoviensis t. 5 (1720-1780), wyd. K. Lewicki, J. Zathey, Kraków 1956, s. 139
2. Korespondencja Jana Śniadeckiego. Listy z Krakowa t. 1 (1780-1787), oprac. L. Kamykowski, Kraków 1932 „PAN. Archiwum Komisji do Dziejów Oświaty i Szkolnictwa w Polsce” nr 1; t. 2 (1787-1807), oprac. M. Chamcówna, S. Tync, Wrocław 1954
3. Komisja Edukacji Narodowej. Wybór źródeł, opraC.S. Tync, Wrocław (1954) „Biblioteka Narodowa” seria I, nr 126, s. 125-135
4. (F. K. Dmochowski, F. Siarczyński): Zakus nad zaciekami Wszechnicy Krakowskiej, Warszawa (1789); przedr. w: F. K. Dmochowski: Pisma rozmaite t. 2, Warszawa 1826
5. L. Łętowski: Katalog biskupów, prałatów i kanoników krakowskich t. 3, Kraków 1853
6. A. Grabowski: Wspomnienia t. 1-2 (powst. około roku 1860), wyd. S. Estreicher, Kraków 1909 „Biblioteka Krajowa” nr 40-41
7. M. Baliński: Pamiętniki o Janie Śniadeckim t. 1-2, Wilno (1864-1865)
8. Zakłady uniwersyteckie w Krakowie. Przyczynek do dziejów oświaty krajowej, Kraków 1864
9. F. M. Sobieszczański: „Encyklopedia powszechna” Orgelbranda, t. 25 (1867)
10. W. Smoleński: Przewrót umysłowy w Polsce w. XVIII, Kraków 1891; wyd. 3 Warszawa 1949.

## Literatura
- I. Z. Siemion, Andrzeja Trzcińskiego zasługi dla chemii w Polsce, „Analecta” 7, 93-113 (1998).